# Новая Ободовка
Новая Ободовка (укр. Нова Ободівка) — село на Украине, находится в Ободовской сельской общине Гайсинского района Винницкой области.

## История
В мае 1995 года Кабинет министров Украины утвердил решение о приватизации сахарного завода, в июле 1995 года было утверждено решение о приватизации свеклосовхоза.
В декабре 1999 года было возбуждено дело о банкротстве сахарного завода
По переписи 2001 года население составляло 2983 человека.
С 2020 года является членом Ободовской сельской общины. 

## Местная власть
24353, Винницкая область, Гайсинский р-н, с. Ободовка, ул. Ватутина, 6.